# Lamippidae
Lamippidae é uma família de copépodes pertencentes à ordem Cyclopoida.
Géneros:
- Enalcyonium Olsson, 1869
- Gorgonophilus Buhl-Mortensen & Mortensen, 2004
- Isidicola Gravier, 1914
- Lamipella Bouligand & Delamare Deboutteville, 1959
- Lamippe Bruzelius, 1858
- Lamippella Bouligand & Delamare Deboutteville, 1959
- Lamippina Bouligand, 1960
- Lamippula Bouligand, 1966
- Linaresia Zulueta, 1908
- Magnippe Stock, 1978
- Ptilosarcoma Williams, Anchaluisa, Boyko & McDaniel, 2018
- Sphaerippe Grygier, 1980